# Turtzioz
Turtzioz város Spanyolországban,  Bizkaia tartományban. Turtzioz Valle de Villaverde, Karrantza, Rasines, Guriezo, Castro Urdiales és Artzentales községekkel határos. Lakosainak száma 515 fő (2024).

## Népesség
A település népessége az utóbbi években az alábbiak szerint változott:
| Lakosok száma | 537  | 530  | 548  | 532  | 538  | 525  | 510  | 501  | 516  | 515  |
|               | 2001 | 2004 | 2007 | 2009 | 2012 | 2014 | 2017 | 2019 | 2022 | 2024 |